# Löwentor (Jerusalem)

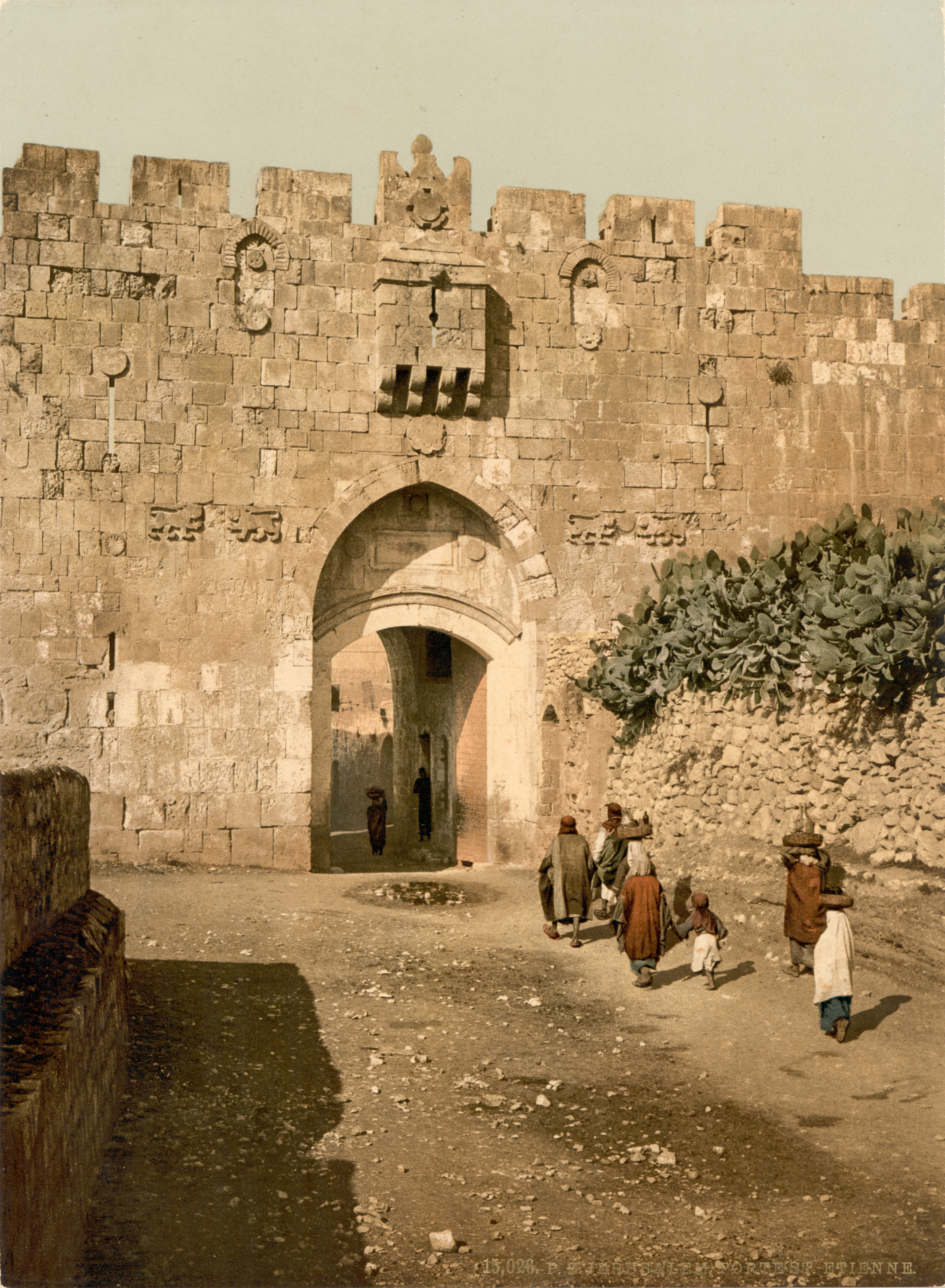
Löwentor um 1900

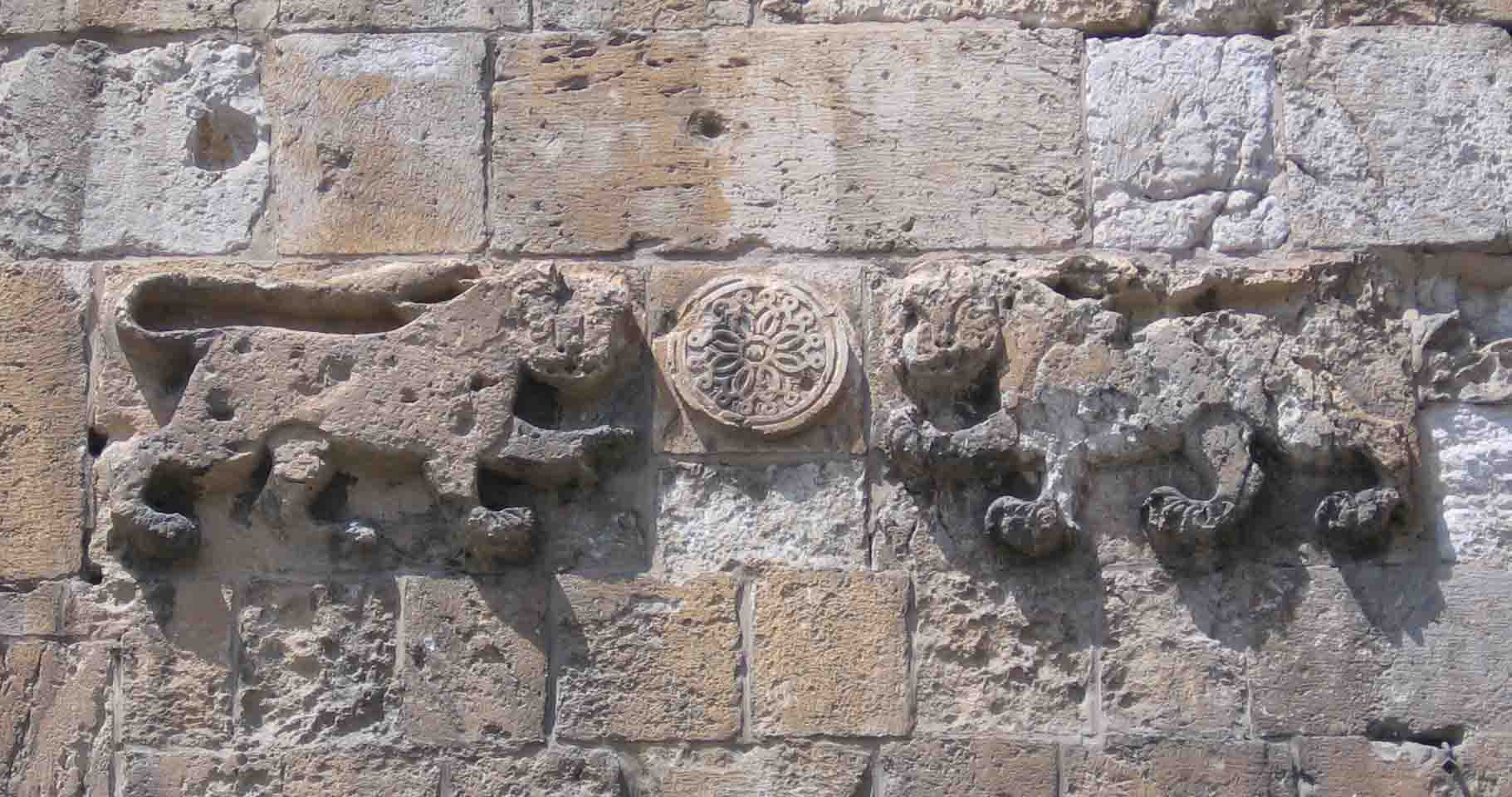
Detailaufnahme der Tierreliefs

Das Löwentor (hebräisch שער האריות Sha'ar HaArayot, arabisch باب الأسباط, DMG Bāb al-Asbāṭ ‚Tor der Stämme‘), auch Stephanstor, ist eines der acht Tore der Jerusalemer Altstadt. Es wurde zur Zeit Suleimans des Prächtigen 1538 errichtet. Dieses Tor führt nördlich des Tempelberges von Osten in das Muslimische Viertel der ummauerten Stadt. Wenige Meter hinter dem Tor liegt auf der rechten Seite das Geburtshaus Marias, wenige Meter weiter die Kirche St. Anna und der Teich Bethesda. Die vom Löwentor in die Stadt führende Straße geht nach einigen hundert Metern in die Via Dolorosa über.

## Namen
Bereits vor dem Jüdischen Krieg (66–70 n. Chr.) verlief in diesem Bereich die Stadtmauer (sogenannte „Dritte Mauer“) und ist ein Stadttor als Zugang von Osten anzunehmen. Möglicherweise wird es im Evangelium nach Johannes mit dem Namen „Schaftor“ (altgriechisch ἡ προβατική hē probatikḗ) erwähnt.
Auch die auf den Ruinen des jüdischen Jerusalem unter Kaiser Hadrian neu errichtete pagane Stadt Aelia Capitolina besaß in diesem Bereich eine Toranlage; der Pilger von Bordeaux (334 n. Chr.) nannte sie schlicht „Osttor.“ Für christliche Pilger in byzantinischer Zeit hatte dieses Osttor Bedeutung, weil man hierdurch zum Mariengrab wie auch zum Garten Getsemani gelangte.
Für die frühislamische Zeit überliefert al-Muqaddasi den Namen „Jerichotor“ (bab ariḥa). Weil das Tor zum Mariengrab führt, heißt es arabisch باب ستي مريم bab sitti marjam ‚Tor meiner Herrin Maria‘. In Quellen der Kreuzfahrerzeit trägt das Tor den Namen „Josaphattor“, weil das Kidrontal damals meist Josaphattal hieß.  Gelegentlich nannte man das Tor auch „Ölbergtor“ (porta oliveti).
Erst später, im 15. Jahrhundert, kam für dieses Tor der Name „Stephanstor“ auf, indem die biblische Erzählung von der Steinigung des Stephanus nicht mehr vor dem Damaskustor lokalisiert wurde, sondern hier. Dies ist ein Beispiel dafür, wie Lokalisierungen biblischer Ereignisse in Jerusalem den Bedürfnissen der Besucher bzw. Pilger angepasst wurden.
Sultan Süleyman I., der die heute vorhandene Altstadtmauer und ihre Tore errichten ließ, gab dem Tor den Namen „Tor der Jordansenke“ (bab al-ghor), der quasi als offizieller Name auf der Stifterinschrift des Tores zu lesen ist (1538/39 n. Chr.). Zwei wohl als Spolien verbaute Reliefs auf der Außenseite der Mauer, die man als Löwen interpretierte, bescherten dem Osttor der Jerusalemer Altstadt den heute üblichen Namen „Löwentor.“

## Geschichte

Israelische Soldaten stürmen das Löwentor, 7. Juni 1967

Das Osttor des byzantinischen Jerusalem ist auf der Mosaikkarte von Madaba dargestellt; es war von zwei Türmen flankiert. In frühislamischer Zeit war das Tor mit Eisen beschlagen.
Die Toranlage Süleymans war ein Knicktor: der Passant musste sich nach Betreten des Tores nach links wenden, wo man heute noch einen zweiten Bogen sehen kann. Eine ähnliche Konstruktion existiert bis heute beim Zionstor. Den Zustand Mitte des 19. Jahrhunderts beschreibt Titus Tobler: „Das Thor hat zwei eisenbelegte Flügel. … In einem Wachtzimmer des Thores wird an einem Steine in der Wand ein Fußeindruck, angeblich von Christus herrührend, gezeigt. Die Soldaten weisen ihn gerne, und versichern, daß die Pilger kommen, ihn zu verehren.“
Die ursprüngliche Rückmauer des Tores wurde während der britischen Mandatszeit entfernt, um den Verkehr zu erleichtern.
Das Löwentor ist der wichtigste Zugang von der Altstadt zum Ölberg. Im Sechstagekrieg bombardierte die israelische Armee im Morgengrauen des 7. Juni 1967 den Auguste-Viktoria-Kamm mit Napalm, worauf die jordanische Armee sich zurückzog. Israelische Fallschirmjäger nahmen den Ölberg ein. Um 9.45 beschossen israelische Panzer das Löwentor. Sie zerstörten den Bus, mit dem es blockiert war, und sprengten das Tor auf. Anschließend stürmten israelische Soldaten unter jordanischem Streichfeuer das Tor. Kurz darauf war auch der Tempelberg in israelischer Hand.

## Baubeschreibung
Die Außenfassade des Löwentors weist über dem Türsturz ein (leeres) Inschriftenfeld auf. Darüber sieht man einen hohen gebrochenen Bogen und darüber wiederum einen Gusserker. Symmetrisch zu beiden Seiten sind Schlitze, runde Durchbrüche und Ornamente angebracht. Die vier Tierreliefs sind in zwei Paaren mit einander zugewandten Köpfen beiderseits des Tores auf der Höhe des Inschriftenfelds zu sehen. Auf der Südseite des Innentors befindet sich die Stifterinschrift Süleymans I.
Es wird allgemein angenommen, dass die in der Toranlage Süleymans vermauerten Reliefs eigentlich das Wappentier des mamlukischen Herrschers Baibars I. zeigen und also Spolien sind. Weil der Name Baibars „Panther“ bedeutet, wird sein Wappentier in der Literatur häufig als Panther identifiziert. Tatsächlich war das Wappentier Baibars aber der Löwe. Insofern ist das „Löwentor“ zutreffend benannt.

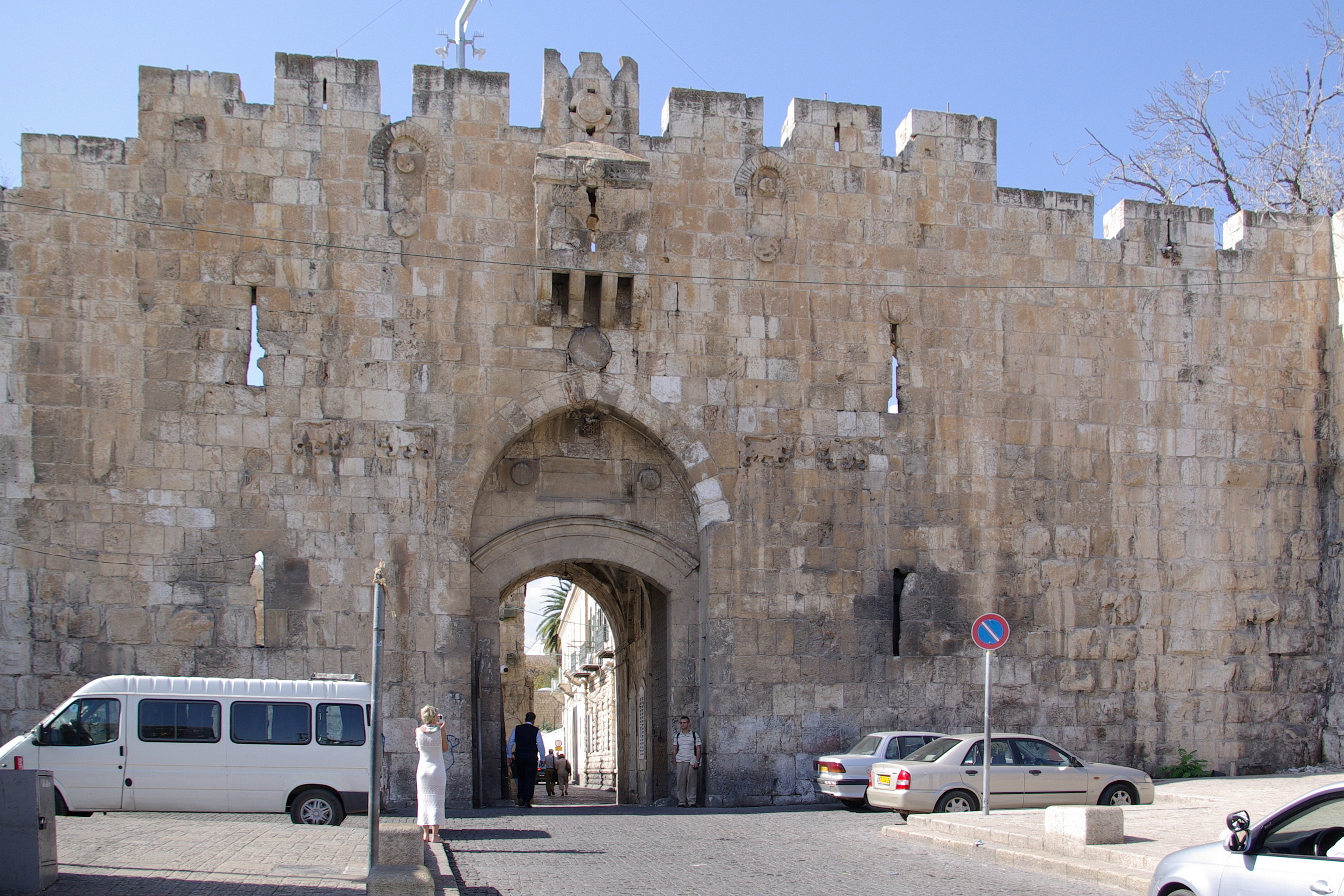
Gesamtansicht 2008
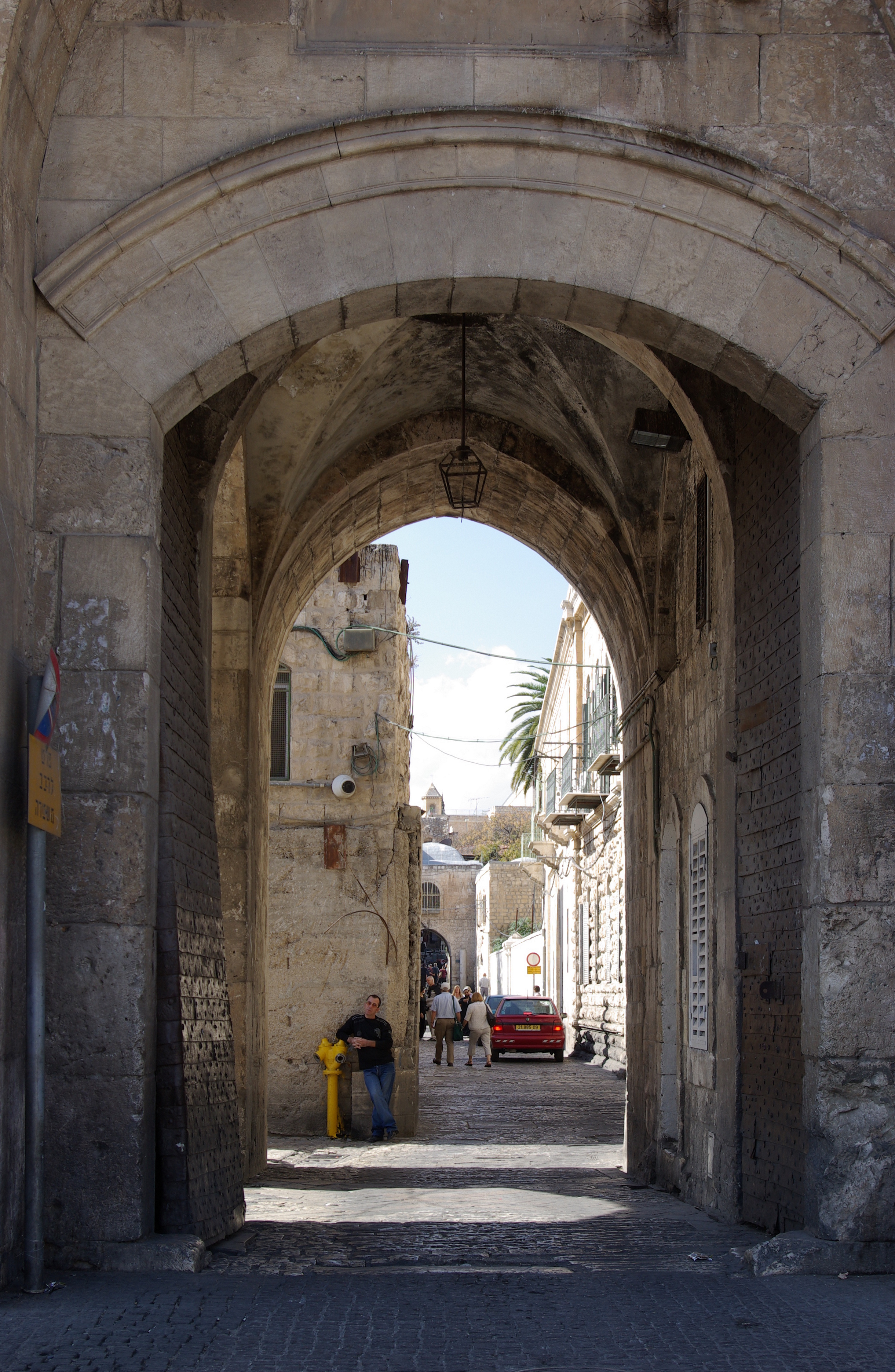
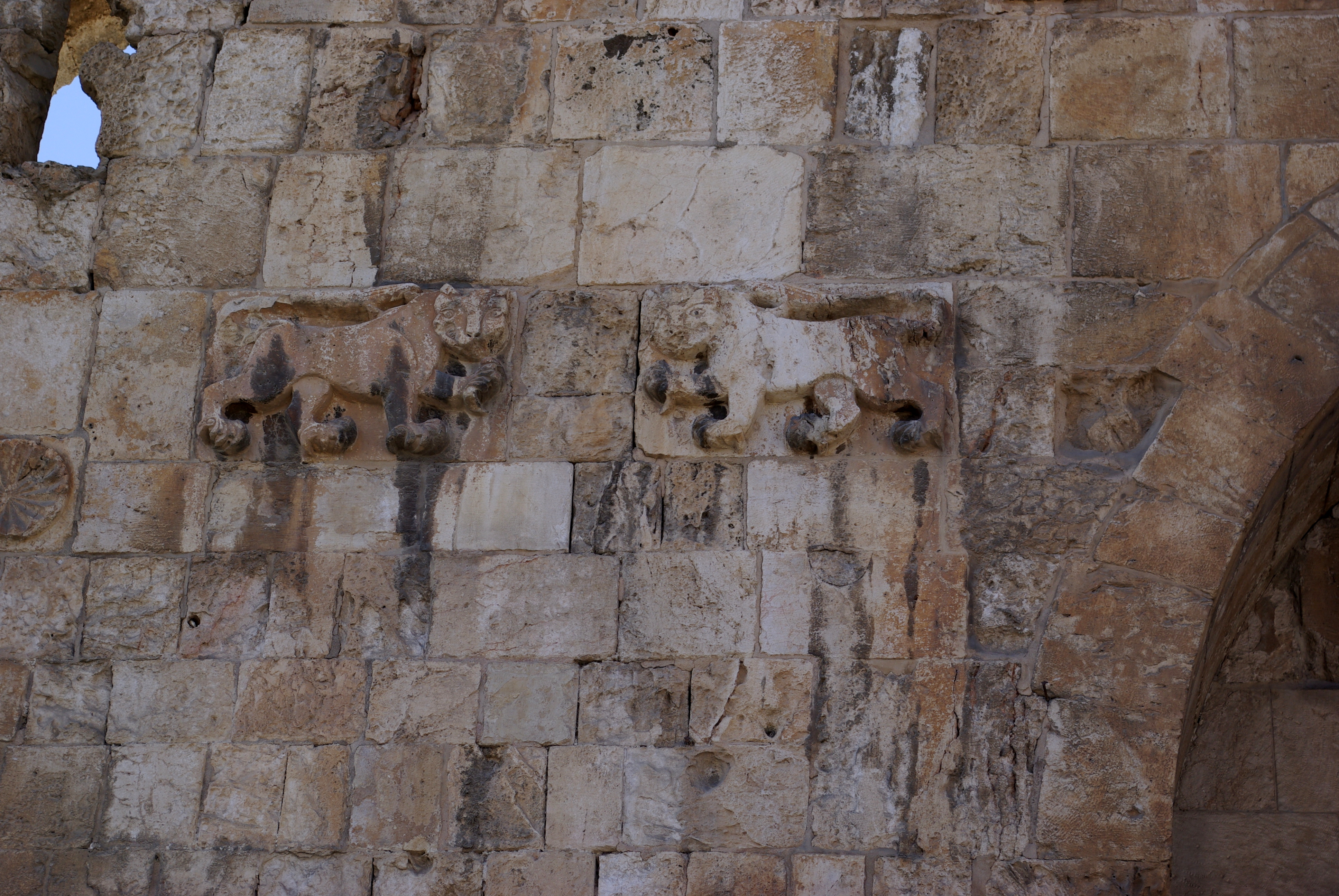
Detailaufnahme Baibars Wappentiere
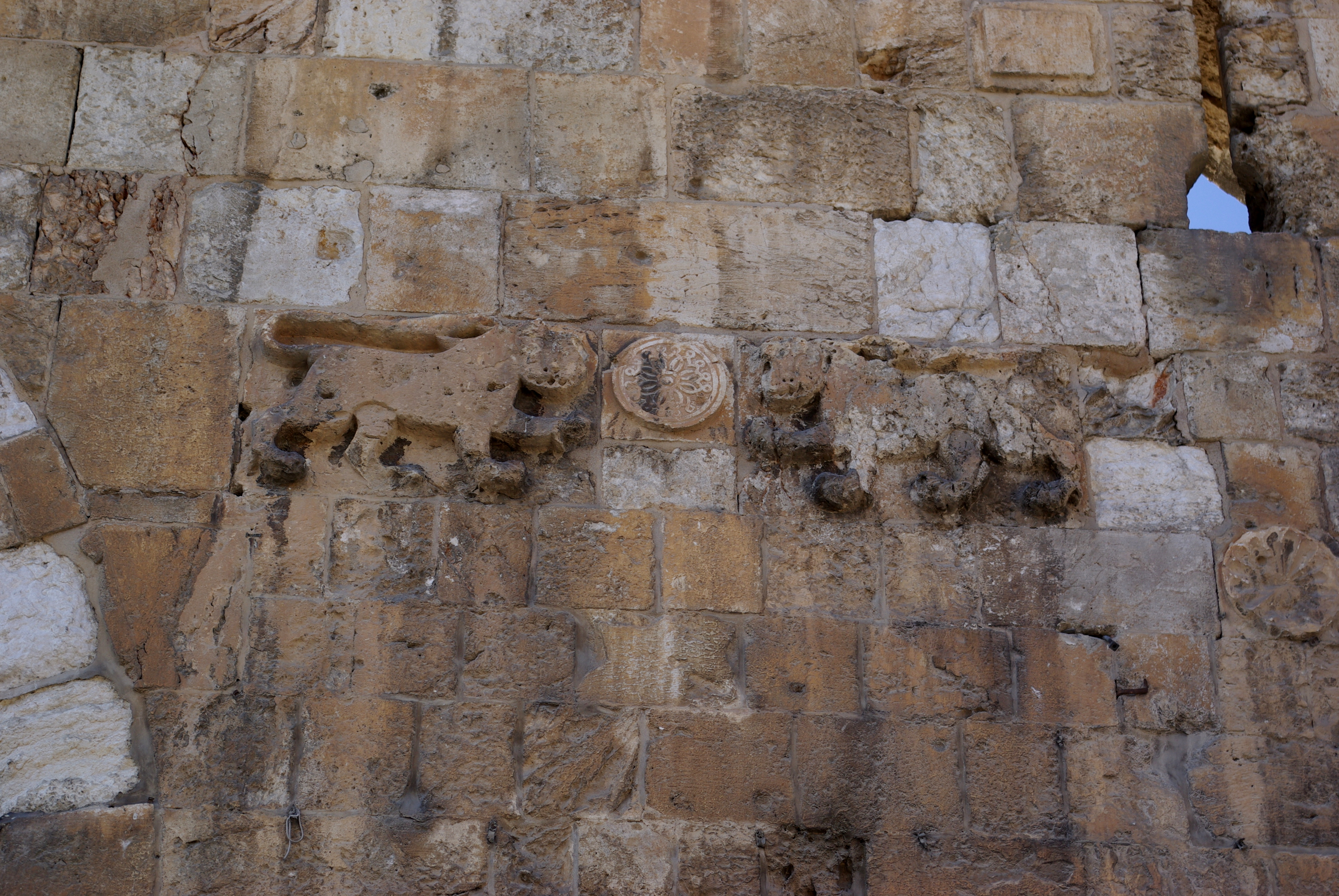
Detailaufnahme Baibars Wappentiere